# نیروگاه برق آبی هارسرونگت
نیروگاه برق آبی هارسرونگت (به سوئدی: Harsprånget) یک نیروگاه برقابی و سد در سوئد است که در بخش یوکموک واقع شده‌است.